# Pedro Cubilla
Pedro Ramón Cubilla (Paysandú, 25 agosto 1933 – 16 marzo 2007) è stato un calciatore uruguaiano, di ruolo centrocampista.

## Carriera
Con la Nazionale uruguaiana ha preso parte ai Mondiali 1962.

## Palmarès

### Club

#### Competizioni nazionali
- Campionato uruguaiano: 1

Peñarol: 1960

#### Competizioni internazionali
- Coppa Libertadores: 1

Peñarol: 1960